# Liste des sénateurs des États-Unis pour le New Hampshire
Le New Hampshire élit deux membres du Sénat des États-Unis : un sénateur de classe 2 et un sénateur de classe 3.

## Classe 2
| no | Représentant         | Représentant                | Parti                 | Mandat                                                          | Notes                                                                                            |
| -- | -------------------- | --------------------------- | --------------------- | --------------------------------------------------------------- | ------------------------------------------------------------------------------------------------ |
| 1  |                      | Paine Wingate               | Anti-Administration   | 4 mars 1789 - 3 mars 1793 (3 ans, 11 mois et 27 jours)          | Élu en 1788.                                                                                     |
| 2  |                      | Samuel Livermore            | Fédéraliste           | 4 mars 1793 - 12 juin 1801 (8 ans, 3 mois et 8 jours)           | Élu en 1792. Réélu en 1798. Démissionne en 1801.                                                 |
| 3  |                      | Simeon Olcott (en)          | Fédéraliste           | 17 juin 1801 - 3 mai 1805 (3 ans, 10 mois et 16 jours)          | Élu pour terminer le mandat de Livermore.                                                        |
| 4  |                      | Nicholas Gilman             | Républicain-démocrate | 4 mars 1805 - 2 mai 1814 (9 ans, 1 mois et 28 jours)            | Élu en 1804. Réélu en 1811. Démissionne en 1814.                                                 |
| 5  |                      | Thomas W. Thompson (en)     | Fédéraliste           | 24 juin 1814 - 3 mars 1817 (2 ans, 8 mois et 7 jours)           | Élu pour terminer le mandat de Gilman.                                                           |
| 6  |                      | David L. Morril (en)        | Républicain-démocrate | 4 mars 1817 - 3 mars 1823 (5 ans, 11 mois et 27 jours)          | Élu en 1817. Ne se représente pas.                                                               |
| 7  |                      | Samuel Bell (en)            | Républicain-démocrate | 4 mars 1823 - 3 mars 1835 (11 ans, 11 mois et 27 jours)         | Élu en 1823. Réélu en 1828 ou 1829. Ne se représente pas.                                        |
| 7  | National-républicain | Samuel Bell (en)            |                       | 4 mars 1823 - 3 mars 1835 (11 ans, 11 mois et 27 jours)         | Élu en 1823. Réélu en 1828 ou 1829. Ne se représente pas.                                        |
| 8  |                      | Henry Hubbard (en)          | Jacksonien            | 4 mars 1835 - 3 mars 1841 (5 ans, 11 mois et 27 jours)          | Élu en 1835. Ne se représente pas (candidat au poste de gouverneur).                             |
| 8  | Démocrate            | Henry Hubbard (en)          |                       | 4 mars 1835 - 3 mars 1841 (5 ans, 11 mois et 27 jours)          | Élu en 1835. Ne se représente pas (candidat au poste de gouverneur).                             |
| 9  |                      | Levi Woodbury               | Démocrate             | 4 mars 1841 - 20 septembre 1845 (4 ans, 6 mois et 16 jours)     | Élu en 1841. Démissionne pour siéger à la Cour suprême.                                          |
| 10 |                      | Benning W. Jenness (en)     | Démocrate             | 1er décembre 1845 - 13 juin 1846 (6 mois et 12 jours)           | Nommé pour poursuivre le mandat de Woodbury. Battu pour terminer le mandat.                      |
| 11 |                      | Joseph Cilley (en)          | Liberté               | 13 juin 1846 - 3 mars 1847 (8 mois et 18 jours                  | Élu pour terminer le mandat de Woodbury. Battu en 1846.                                          |
| 12 |                      | John P. Hale                | Démocrate indépendant | 4 mars 1847 - 3 mars 1853 (5 ans, 11 mois et 27 jours           | Élu en 1846. Ne se représente pas (candidat à la présidence).                                    |
| 12 | Sol libre            | John P. Hale                |                       | 4 mars 1847 - 3 mars 1853 (5 ans, 11 mois et 27 jours           | Élu en 1846. Ne se représente pas (candidat à la présidence).                                    |
| 13 |                      | Charles G. Atherton         | Démocrate             | 4 mars 1853 - 15 novembre 1853 (8 mois et 11 jours)             | Élu en 1852. Meurt en cours de mandat.                                                           |
| 14 |                      | Jared W. Williams (en)      | Démocrate             | 29 novembre 1853 - 15 juillet 1854 (7 mois et 16 jours)         | Nommé pour poursuivre le mandat d'Atherton.                                                      |
| 15 |                      | John P. Hale                | Républicain           | 30 juillet 1855 - 3 mars 1865 (9 ans, 7 mois et 1 jour)         | Élu pour terminer le mandat d'Atherton. Réélu en 1859.                                           |
| 16 |                      | Aaron H. Cragin (en)        | Républicain           | 4 mars 1865 - 3 mars 1877 (11 ans, 11 mois et 27 jours)         | Élu en 1864. Réélu en 1870.                                                                      |
| 17 |                      | Edward H. Rollins (en)      | Républicain           | 4 mars 1877 - 3 mars 1883 (5 ans, 11 mois et 27 jours)          | Élu en 1876. N'est pas réélu par la législature.                                                 |
| 18 |                      | Austin F. Pike (en)         | Républicain           | 2 août 1883 - 8 octobre 1886 (3 ans, 2 mois et 6 jours)         | Élu après le début du congrès. Meurt en cours de mandat.                                         |
| 19 |                      | Person Colby Cheney (en)    | Républicain           | 14 novembre 1886 - 14 juin 1887 (7 mois)                        | Nommé pour poursuivre le mandat de Pike. Démissionne après l'élection.                           |
| 20 |                      | William E. Chandler         | Républicain           | 14 juin 1887 - 3 mars 1889 (1 an, 8 mois et 17 jours)           | Élu pour terminer le mandat de Pike. N'est pas réélu par la législature.                         |
| 21 |                      | Gilman Marston (en)         | Républicain           | 3 mars 1889 - 18 juin 1889 (3 mois et 15 jours)                 | Nommé pour commencer le mandat.                                                                  |
| 22 |                      | William E. Chandler         | Républicain           | 18 juin 1889 - 3 janvier 1901 (11 ans, 6 mois et 16 jours)      | Élu pour terminer le mandat. Réélu en 1895. Battu en 1900.                                       |
| 23 |                      | Henry E. Burnham (en)       | Républicain           | 4 mars 1901 - 3 mars 1913 (11 ans, 11 mois et 27 jours)         | Élu en 1900. Réélu en 1906. Ne se représente pas.                                                |
| 24 |                      | Henry F. Hollis (en)        | Démocrate             | 4 mars 1913 - 3 mars 1919 (5 ans, 11 mois et 27 jours)          | Élu en 1912. Ne se représente pas.                                                               |
| 25 |                      | Henry W. Keyes (en)         | Républicain           | 4 mars 1919 - 3 janvier 1937 (17 ans, 9 mois et 30 jours)       | Élu en 1918. Réélu en 1924 et 1930. Ne se représente pas.                                        |
| 26 |                      | Styles Bridges (en)         | Républicain           | 3 janvier 1937 - 26 novembre 1961 (24 ans, 10 mois et 23 jours) | Élu en 1936. Réélu en 1942, 1948, 1954 et 1960. Meurt en cours de mandat.                        |
| 27 |                      | Maurice J. Murphy, Jr. (en) | Républicain           | 10 janvier 1962 - 6 novembre 1962 (9 mois et 27 jours)          | Nommé pour poursuivre le mandant de Bridges. N'obtient pas la nomination républicaine.           |
| 28 |                      | Thomas J. McIntyre (en)     | Démocrate             | 7 novembre 1962 - 3 janvier 1979 (16 ans, 1 mois et 27 jours)   | Élu pour terminer le mandat de Bridge. Réélu en 1966 et 1974. Battu en 1978.                     |
| 29 |                      | Gordon J. Humphrey (en)     | Républicain           | 3 janvier 1979 - 4 décembre 1990 (11 ans, 11 mois et 1 jour)    | Élu en 1978. Réélu en 1984. Démissionne pour siéger au Sénat du New Hampshire.                   |
| 30 |                      | Bob Smith (en)              | Républicain           | 7 décembre 1990 - 3 janvier 2003 (12 ans et 27 jours)           | Nommé pour finir le mandat de Humphrey après son élection en 1990. Réélu en 1996. Battu en 2002. |
| 31 |                      | John E. Sununu              | Républicain           | 3 janvier 2003 - 3 janvier 2009 (6 ans)                         | Élu en 2002. Battu en 2008.                                                                      |
| 32 |                      | Jeanne Shaheen              | Démocrate             | Depuis le 3 janvier 2009 (16 ans, 1 mois et 27 jours)           | Élue en 2008. Réélue en 2014. Réélue en 2020.                                                    |

## Classe 3
| no | Représentant                                           | Représentant                | Parti                 | Mandat | Notes |
| -- | ------------------------------------------------------ | --------------------------- | --------------------- | --- | --- |
| 1  |                                                        | John Langdon                | Pro-Administration    | 4 mars 1789 - 3 mars 1801 (11 ans, 11 mois et 27 jours)                                                        | Élu en 1788. Réélu.                                                                                      |
| 1  | Anti-Administration                                    | John Langdon                |                       | 4 mars 1789 - 3 mars 1801 (11 ans, 11 mois et 27 jours)                                                        | Élu en 1788. Réélu.                                                                                      |
| 1  | Républicain-démocrate                                  | John Langdon                |                       | 4 mars 1789 - 3 mars 1801 (11 ans, 11 mois et 27 jours)                                                        | Élu en 1788. Réélu.                                                                                      |
| 2  |                                                        | James Sheafe (en)           | Fédéraliste           | 4 mars 1801 - 14 juin 1802 (1 an, 3 mois et 10 jours)                                                          | Élu en 1801. Démissionne.                                                                                |
| 3  |                                                        | William Plumer              | Fédéraliste           | 17 juin 1802 - 3 mars 1807 (4 ans, 8 mois et 14 jours)                                                         | Élu pour terminer le mandat de Sheafe. Ne se représente pas.                                             |
| 4  |                                                        | Nahum Parker (en)           | Républicain-démocrate | 4 mars 1807 - 1er juin 1810 (3 ans, 2 mois et 28 jours)                                                        | Élu en 1807. Démissionne.                                                                                |
| 5  |                                                        | Charles Cutts (en)          | Fédéraliste           | 21 juin 1810 - 3 mars 1813 (2 ans, 8 mois et 10 jours)                                                         | Élu pour terminer le mandat de Parker. N'est pas réélu par la législature.                               |
| 5  | 2 avril 1813 - 10 juin 1813 (2 mois et 8 jours)        | Charles Cutts (en)          | Fédéraliste           | Nommé pour commencer le mandat. Démissionne après l'élection.                                                  | |
| 6  |                                                        | Jeremiah Mason (en)         | Fédéraliste           | 10 juin 1813 - 16 juin 1817 (4 ans et 6 jours)                                                                 | Élu pour terminer le mandat. Démissionne.                                                                |
| 7  |                                                        | Clement Storer (en)         | Républicain-démocrate | 27 juin 1817 - 3 mars 1819 (1 an, 8 mois et 4 jours)                                                           | Élu pour terminer le mandat de Mason.                                                                    |
| 8  |                                                        | John Fabyan Parrott (en)    | Républicain-démocrate | 4 mars 1819 - 3 mars 1825 (5 ans, 11 mois et 27 jours)                                                         | Élu en 1819.                                                                                             |
| 9  |                                                        | Levi Woodbury               | Jacksonien            | 16 mars 1825 - 3 mars 1831 (5 ans, 11 mois et 15 jours)                                                        | Élu en 1825.                                                                                             |
| 10 |                                                        | Isaac Hill (en)             | Jacksonien            | 4 mars 1831 - 30 mai 1836 (5 ans, 2 mois et 26 jours)                                                          | Élu en 1831. Démissionne pour devenir gouverneur.                                                        |
| 11 |                                                        | John Page (en)              | Jacksonien            | 8 juin 1836 - 3 mars 1837 (8 mois et 23 jours)                                                                 | Élu pour terminer le mandat de Hill. Battu en 1837.                                                      |
| 12 |                                                        | Franklin Pierce             | Démocrate             | 4 mars 1837 - 28 février 1842 (5 ans, 9 mois et 30 jours)                                                      | Élu en 1837. Démissionne.                                                                                |
| 13 |                                                        | Leonard Wilcox (en)         | Démocrate             | 1er mars 1842 - 3 mars 1843 (1 an et 2 jours)                                                                  | Nommé pour poursuivre le mandat de Pierce. Élu pour terminer le mandat de Pierce.                        |
| 14 |                                                        | Charles G. Atherton         | Démocrate             | 4 mars 1843 - 3 mars 1849 (5 ans, 11 mois et 27 jours)                                                         | Élu en 1843.                                                                                             |
| 15 |                                                        | Moses Norris, Jr. (en)      | Démocrate             | 4 mars 1849 - 11 janvier 1855 (5 ans, 10 mois et 7 jours)                                                      | Élu en 1848 ou 1849. Meurt en cours de mandat.                                                           |
| 16 |                                                        | John S. Wells (en)          | Démocrate             | 16 janvier 1855 - 3 mars 1855 (1 mois et 15 jours)                                                             | Nommé pour terminer le mandat de Norris.                                                                 |
| 17 |                                                        | James Bell (en)             | Républicain           | 30 juillet 1855 - 26 mai 1857 (1 an, 9 mois et 26 jours)                                                       | Élu en 1955 après le début du Congrès. Meurt en cours de mandat.                                         |
| 18 |                                                        | Daniel Clark (en)           | Républicain           | 27 juin 1857 - 27 juillet 1866 (9 ans et 1 mois)                                                               | Élu pour terminer le mandat de Bell. Réélu en 1961. Démissionne.                                         |
| 19 |                                                        | George G. Fogg (en)         | Républicain           | 31 août 1866 - 3 mars 1867 (6 mois)                                                                            | Nommé pour terminer le mandat de Clark. Ne se représente pas.                                            |
| 20 |                                                        | James W. Patterson (en)     | Républicain           | 4 mars 1867 - 3 mars 1873 (5 ans, 11 mois et 27 jours)                                                         | Élu en 1866 ou 1867. N'obtient pas l'investiture républicaine en 1872.                                   |
| 21 |                                                        | Bainbridge Wadleigh (en)    | Républicain           | 4 mars 1873 - 3 mars 1879 (5 ans, 11 mois et 27 jours)                                                         | Élu en 1872. N'est pas réélu par la législature.                                                         |
| 22 |                                                        | Charles H. Bell (en)        | Républicain           | 18 mars 1879 - 18 juin 1879 (3 mois)                                                                           | Nommé pour commencer le mandat. Ne se représente pas.                                                    |
| 23 |                                                        | Henry W. Blair (en)         | Républicain           | 20 juin 1879 - 3 mars 1885 (5 ans, 8 mois et 11 jours)                                                         | Élu pour terminer le mandat. N'est pas réélu par la législature.                                         |
| 23 | 5 mars 1885 - 3 mars 1891 (5 ans, 11 mois et 26 jours) | Henry W. Blair (en)         | Républicain           | Nommé pour commencer le mandat. Élu pour terminer le mandat. N'obtient pas l'investiture républicaine en 1891. | |
| 24 |                                                        | Jacob Harold Gallinger (en) | Républicain           | 4 mars 1891 - 17 août 1918 (27 ans, 5 mois et 13 jours)                                                        | Élu en 1891. Réélu en 1897, 1903, 1909 et 1914. Meurt en cours de mandat.                                |
| 25 |                                                        | Irving W. Drew (en)         | Républicain           | 2 septembre 1918 - 5 novembre 1918 (2 mois et 3 jours)                                                         | Nommé pour poursuivre le mandat Gallinger. Ne se représente pas.                                         |
| 26 |                                                        | George H. Moses (en)        | Républicain           | 6 novembre 1918 - 3 mars 1933 (14 ans, 3 mois et 25 jours)                                                     | Élu pour terminer le mandat Gallinger. Réélu en 1920 et 1926. Battu en 1932.                             |
| 27 |                                                        | Fred H. Brown (en)          | Démocrate             | 4 mars 1933 - 3 janvier 1939 (5 ans, 9 mois et 30 jours)                                                       | Élu en 1932. Battu en 1938.                                                                              |
| 28 |                                                        | Charles W. Tobey (en)       | Républicain           | 3 janvier 1939 - 24 juillet 1953 (14 ans, 6 mois et 21 jours)                                                  | Élu en 1938. Réélu en 1944 et 1950. Meurt en cours de mandat.                                            |
| 29 |                                                        | Robert W. Upton (en)        | Républicain           | 14 août 1953 - 7 novembre 1954 (1 an, 2 mois et 24 jours)                                                      | Nommé pour poursuivre le mandat de Tobey. N'obtient pas l'investiture républicaine en 1954.              |
| 30 |                                                        | Norris H. Cotton (en)       | Républicain           | 8 novembre 1954 - 31 décembre 1974 (20 ans, 1 mois et 23 jours)                                                | Élu pour terminer le mandat de Tobey. Réélu en 1956, 1962 et 1968. Démissionne.                          |
| 31 |                                                        | Louis C. Wyman (en)         | Républicain           | 31 décembre 1974 - 3 janvier 1975 (3 jours)                                                                    | Nommé pour terminer le mandat de Cotton. Élection de 1974 contestée. Battu en 1975.                      |
| 32 |                                                        | Norris H. Cotton (en)       | Républicain           | 8 août 1975 - 18 septembre 1975 (1 mois et 10 jours)                                                           | Nommé pendant la contestation de l'élection de 1974. Ne se représente pas.                               |
| 33 |                                                        | John A. Durkin (en)         | Démocrate             | 18 septembre 1975 - 29 décembre 1980 (5 ans, 3 mois et 11 jours)                                               | Élu lors de l'élection partielle de 1975. Démissionne après sa défaite en 1980.                          |
| 34 |                                                        | Warren Rudman (en)          | Républicain           | 29 décembre 1980 - 3 janvier 1993 (12 ans et 5 jours)                                                          | Nommé pour terminer le mandat de Durkin après son élection en 1980. Réélu en 1986. Ne se représente pas. |
| 35 |                                                        | Judd Gregg                  | Républicain           | 3 janvier 1993 - 3 janvier 2011 (18 ans)                                                                       | Élu en 1992. Réélu en 1998 et 2004. Ne se représente pas.                                                |
| 36 |                                                        | Kelly Ayotte                | Républicain           | 3 janvier 2011 - 3 janvier 2017 (6 ans)                                                                        | Élue en 2010. Battue en 2016.                                                                            |
| 37 |                                                        | Maggie Hassan               | Démocrate             | Depuis le 3 janvier 2017                                                                                       | Élue en 2016. Réélue en 2022.                                                                            |